# Apamea saturatior
Apamea saturatior är en fjärilsart som beskrevs av Embrik Strand 1921. Apamea saturatior ingår i släktet Apamea och familjen nattflyn. Inga underarter finns listade i Catalogue of Life.